# Battaglia di San Martino
La battaglia di San Martino fu uno degli scontri che composero la battaglia del 24 giugno 1859, meglio conosciuta come "battaglia di Solferino e San Martino", con la quale si conclusero le attività belliche della seconda guerra di indipendenza.
La battaglia di San Martino avvenne contemporaneamente alla battaglia di Solferino, ma viene ricordata con il nome del centro di San Martino, nei dintorni del quale si svolse, in quanto quella parte del fronte era completamente affidata all'esercito del Regno di Sardegna, sotto il comando del re Vittorio Emanuele II.

## Il contesto

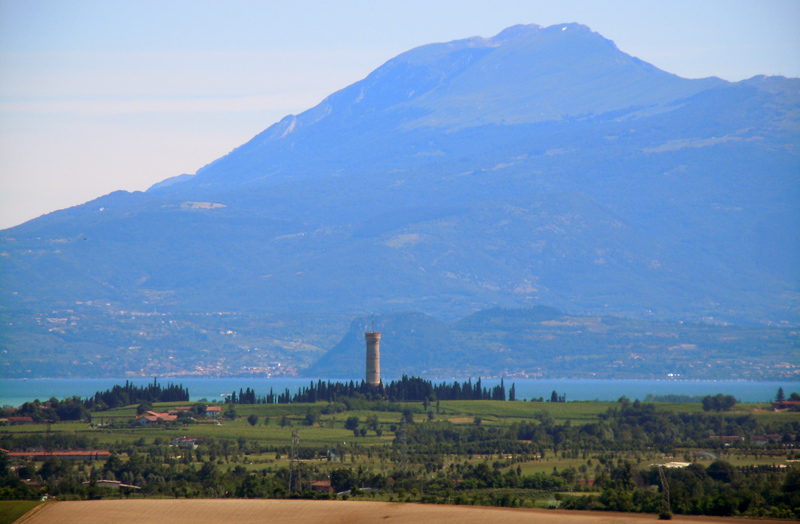
Panorama di San Martino visto da Solferino. Sullo sfondo il Monte Baldo

L'esercito franco-sardo, dopo la battaglia di Magenta, superò un breve scontro a Melegnano e continuò l'inseguimento dell'esercito austriaco. Lo scontro sulle alture moreniche a sud del lago di Garda fu quasi casuale, senza un piano ben determinato: non c'era soprattutto l'avvertenza di trovarsi di fronte al grosso dell'esercito austriaco. L'esercito francese si scontrò a Solferino (a metà strada fra Mantova e Brescia), mentre quello sardo incontrò il contingente austriaco presso San Martino, forte posizione difensiva.

## La battaglia

### Il primo assalto piemontese

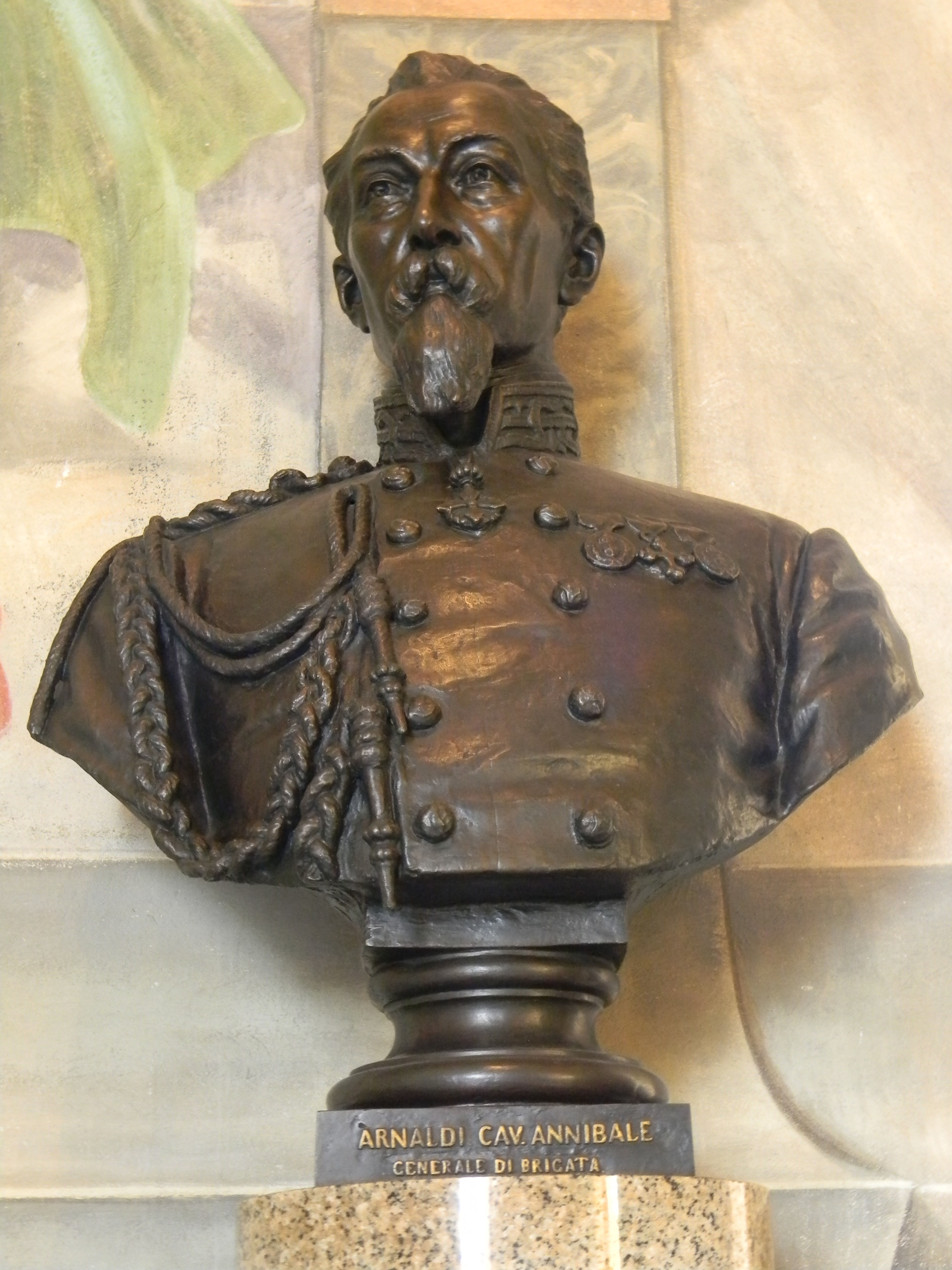
Il generale piemontese Matteo Annibale Arnaldi, mortalmente ferito durante il primo assalto a San Martino.

La prima ricognizione piemontese a partire, alle 3 del 24 giugno, fu quella della 5ª divisione (Cucchiari). Alle 7 i bersaglieri della ricognizione segnalarono la presenza del nemico che fu subito attaccato e respinto verso Pozzolengo. Ma il grosso delle truppe dell'8º Corpo era ormai sul posto, poiché Benedek alle 6,30 aveva ordinato di occupare le alture a nord del paese.
Attaccato da forze soverchianti, il reparto in ricognizione ripiegò sulla collina della chiesetta di San Martino, dove venne raggiunta da unità minori della 3ª Divisione di Mollard. Ancora sovrastate, le truppe piemontesi alle 8,15 si ritirarono fino alla linea ferroviaria. Sopraggiunse però la Brigata “Cuneo” della 3ª Divisione che alle 9 attaccò le posizioni austriache conquistando momentaneamente San Martino. Contrattaccata da forze superiori, la brigata dovette infatti abbandonare la posizione che fu ancora conquistata dai piemontesi dopo un successivo assalto. Al termine di quest'ultimo scontro fu ferito mortalmente il comandante della "Cuneo", il generale Matteo Annibale Arnaldi. Le truppe di Benedek si ritiravano di mezzo chilometro.
Alle 9,30, due nuove brigate austriache intervennero nella lotta e la “Cuneo” dovette a sua volta retrocedere intorno alle 10 verso la linea ferroviaria, dove si riordinò con l'ala sinistra all'altezza di località Refinella.

### Il secondo assalto piemontese

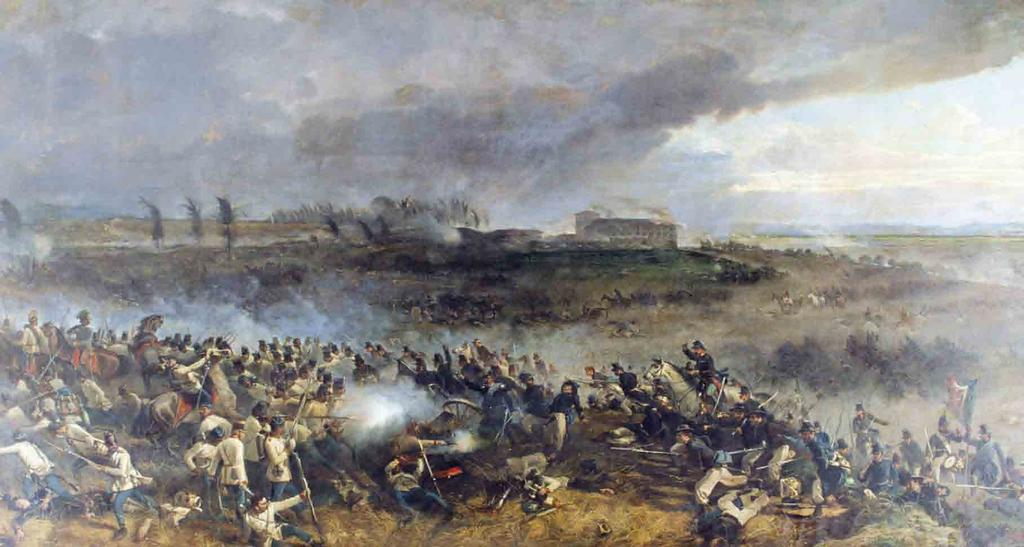
Uno degli assalti piemontesi alla collina di San Martino. Sullo sfondo la Cascina di Controcania, ulteriore caposaldo austriaco.

Benedek, d'altronde, non si preoccupò di inseguire i piemontesi quanto di rafforzarsi sulle alture, in modo da resistere ai nuovi attacchi che giudicava imminenti. Intanto, la 5ª Divisione piemontese del generale Cucchiari, partita alle 6,30 da Lonato, giunta presso Rivoltella ricevette notizia che la propria ricognizione e truppe della 3ª Divisione erano impegnate con il nemico. Come Mollard, neanche Cucchiari giudicò utile spendere del tempo per considerare la situazione e avvisare il Re: diede subito disposizioni per sostenere la ritirata della “Cuneo” e attaccare le alture.
Ma delle due brigate della 5ª Divisione era giunta solo la “Casale”, che assaltò il nemico senza esitazioni alle 11 circa. L'attacco fu condotto con veemenza da 5 300 uomini e 16 cannoni, mentre Benedek disponeva in loco di 10 000 soldati e 53 pezzi d'artiglieria, per di più in posizione migliore. Nonostante ciò, grazie anche all'attardarsi di ulteriori rinforzi austriaci, San Martino fu riconquistata alle 11,30.
Fu presa con gravi sacrifici anche la Cascina di Controcania, in posizione strategica a 500 metri a sud-ovest della chiesetta di San Martino. All'arrivo tuttavia dei menzionati rinforzi austriaci della brigata del generale Joseph Freiherr Philippović (1819-1889), Benedek fu in grado di riprendere la controffensiva e la Brigata “Casale” dovette ripiegare sulle posizioni dalle quali era partita. Ciò avveniva verso mezzogiorno, proprio quando la seconda brigata della 5ª Divisione, la “Acqui”, raggiungeva il campo di battaglia.
Come le altre, anche le unità della “Acqui” furono mandate subito all'assalto e riconquistarono le alture. Benedek raggiunse allora la linea del fuoco per ricondurre parte delle truppe sconfitte al contrattacco. Le altre brigate austriache sulle ali pure contrattaccarono e i piemontesi dovettero retrocedere. Ma all'arrivo del secondo reggimento della “Acqui” gli austriaci furono fermati e i piemontesi conquistarono ancora temporaneamente la chiesa di San Martino. Superati ancora nel numero, dovettero però ancora cedere, nonostante l'arrivo di un reggimento della Brigata “Pinerolo” della 3ª Divisione di Mollard. Erano le 13,20.
Entrambe le parti erano esauste e Benedek era preoccupato per le minacce che gli venivano da Madonna della Scoperta dove, a 2 km a nord-est di Solferino, i piemontesi avevano impegnato gli austriaci che combattevano con i francesi. Sul fronte di San Martino si ebbe così una sosta.

### Il terzo assalto piemontese

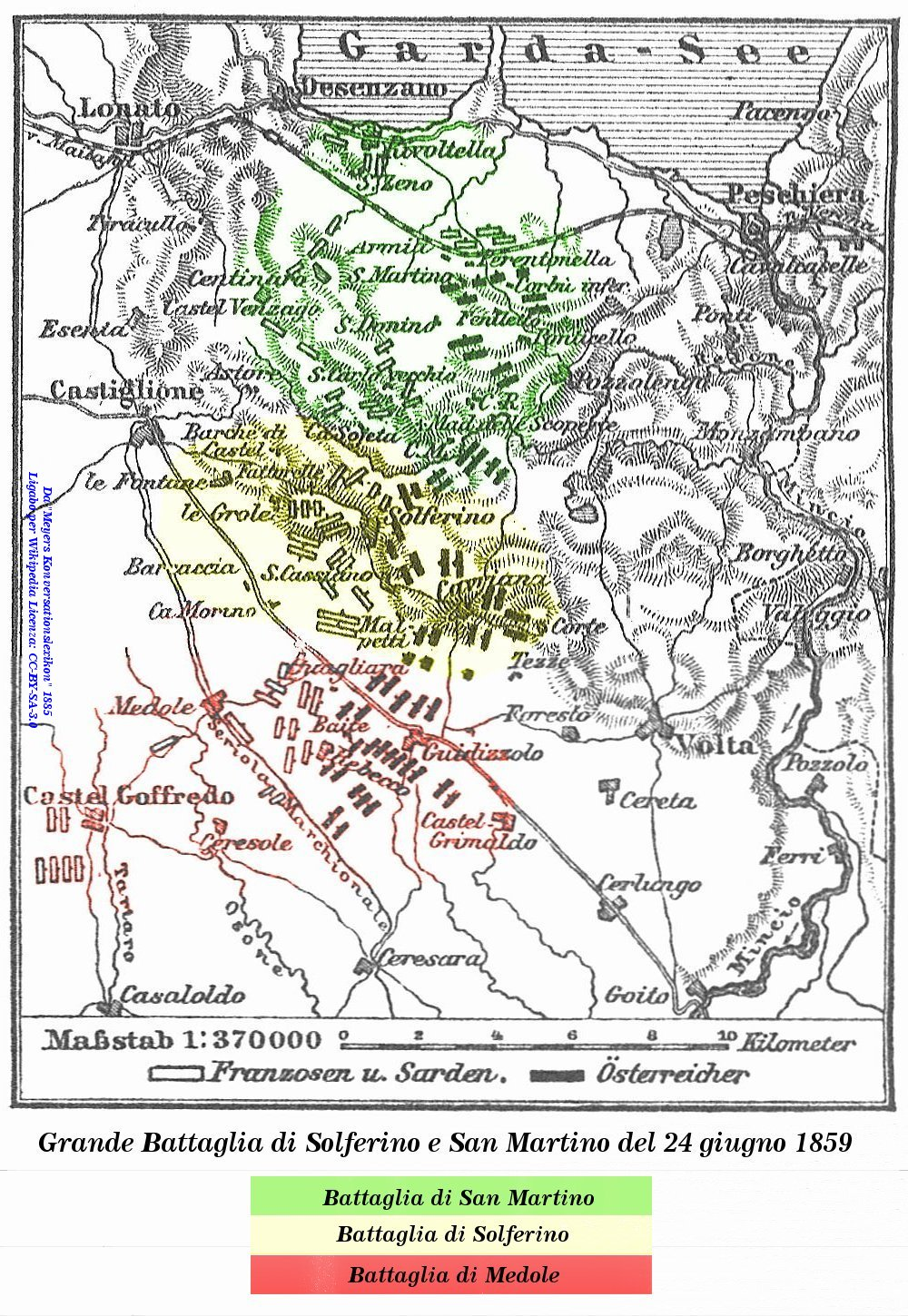
La battaglia, suddivisa nei tre scontri principali, in una carta austriaca dell’ottocento.

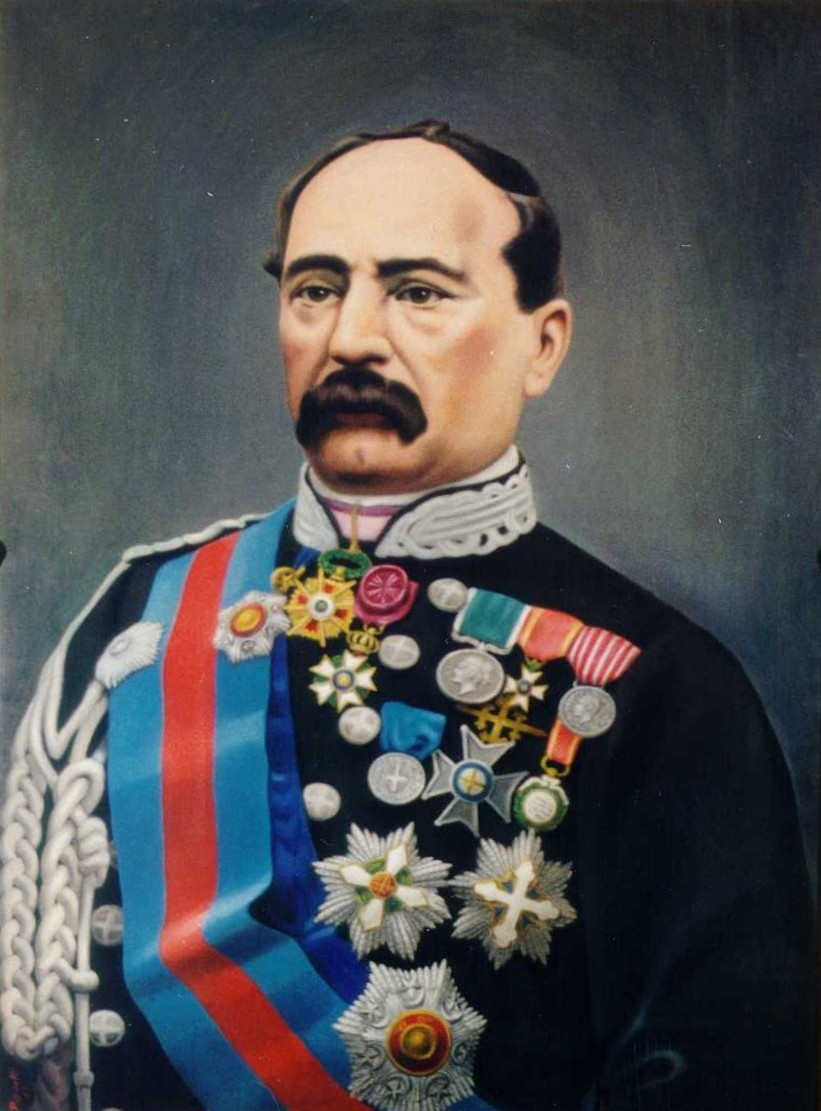
Il generale Manfredo Fanti, comandante della 2ª Divisione piemontese che si batté a San Martino.

Mentre con tanto accanimento le brigate piemontesi combattevano presso San Martino, la battaglia infieriva lungo tutto il fronte. La 1ª Divisione piemontese, al comando del generale Durando, combatteva a Madonna della Scoperta contro parte del 5º Corpo austriaco di Stadion, e i francesi, come abbiamo visto, erano impegnati a Solferino, Medole e Guidizzolo.
Vittorio Emanuele II si trovava a Lonato e fin dalle prime ore del mattino sentì in lontananza tuonare i cannoni. Si preparò a partire ma decise di aspettare notizie. Alle 7,30 una missiva di Napoleone III gli chiese una divisione per il fronte di Solferino. Il Re diede ordine di partire alla 2ª Divisione di Fanti, ma quando gli pervennero le notizie degli scontri di San Martino inviò un contrordine, disponendo che una delle due brigate della divisione marciasse su Madonna della Scoperta e l'altra su San Martino.
La Brigata “Aosta” della 2ª Divisione arrivò sul campo di battaglia intorno alle 15,30, assieme agli ordini di Vittorio Emanuele II per la 5ª Divisione di Cucchiari di tornare in linea e di attaccare con le 5 brigate riunite (una della 2ª Divisione, due della 3ª e due della 5ª) San Martino. Invece, i due reggimenti della Brigata “Pinerolo” (della 3ª) per un'infinità di incidenti e difficoltà attaccarono per primi dalle 16,45 in due attacchi separati e furono respinti; poi attaccò la Brigata “Aosta” (della 2ª) che, dopo una tenace resistenza, dovette ugualmente cedere; mentre solo alle 17 la 5ª Divisione riusciva a partire da Rivoltella, dove si era ritirata, per raggiungere il campo di battaglia. Intanto era scoppiato il già citato temporale, che impose una pausa negli assalti.
Sull'altro fronte Benedek, verso le 16, aveva ricevuto l'ordine da Francesco Giuseppe di ritirarsi in conformità con l'andamento della battaglia a Solferino. Ma il comandante dell'8º Corpo, lungi dal voler lasciare ai piemontesi le posizioni difese con tanti sacrifici, aveva ignorato l'ordine.

### Il quarto assalto piemontese

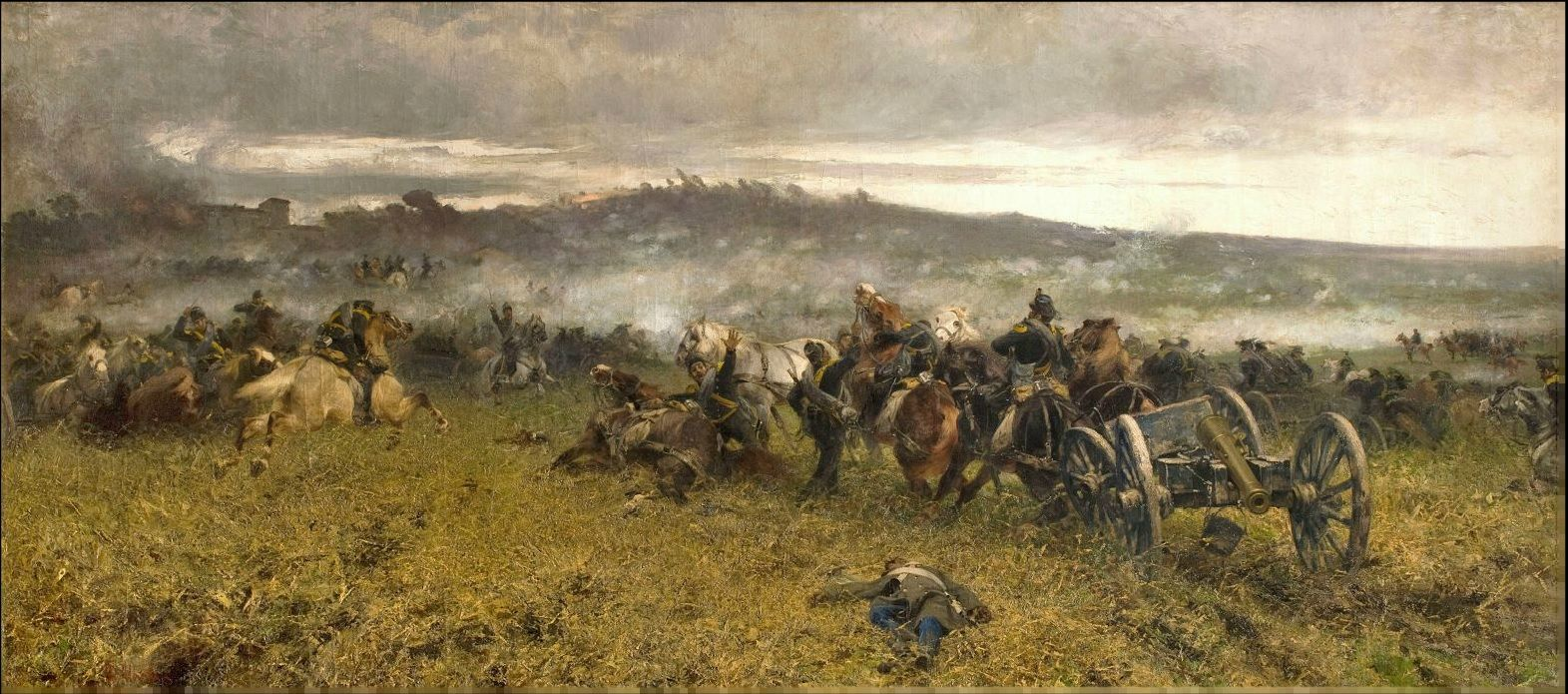
L'artiglieria della 3ª Divisione piemontese allo scontro di San Martino.

Così, alle 19, le forze piemontesi si prepararono per l'ultimo, decisivo attacco. Erano pronte forze corrispondenti a 3 brigate: a sinistra un reggimento della Brigata “Casale” e uno della “Acqui” (entrambe della 5ª Divisione), al centro la Brigata “Aosta” (2ª Divisione), e a destra un reggimento della Brigata “Cuneo” e uno della “Pinerolo” (3ª Divisione). Dall'altro lato attendevano 5 brigate austriache, perché una era stata ritirata dalla lotta da Benedek (probabilmente in parziale ottemperanza agli ordini ricevuti). Alle 19,30 ci fu l'ultimo assalto piemontese. Il centro e la sinistra piemontesi avanzarono impadronendosi delle posizioni nemiche, mentre l'ala destra trovò ancora una tenace resistenza.
Solo alle 20 i piemontesi posero definitivamente piede sulle alture così contestate. Non pago, mezz'ora dopo, Benedek, con elementi di due brigate tentò un ultimo disperato assalto, respinto dai piemontesi che catturarono 5 cannoni e 200 austriaci. In questo contesto avvenne la carica dei cavalleggeri del Monferrato. La stanchezza impedì tuttavia ai vincitori l'inseguimento.
Alle ore 3 del giorno successivo tutto l'8º Corpo austriaco era raccolto sulla riva sinistra del Mincio. Per quasi 14 ore 22 000 piemontesi, a successive riprese, con 48 cannoni, nonostante le gravi perdite, avevano attaccato 20 000 austriaci con 80 cannoni. Nello scontro di San Martino avevano combattuto forze di 5 brigate piemontesi (di cui una di rinforzo arrivata in un secondo momento) contro quelle di 6 brigate austriache.

### Il contributo piemontese alla vittoria di Solferino
Il contributo piemontese alla vittoria alleata fu notevole. I piemontesi impegnarono con le loro 8 brigate altrettante brigate nemiche, sottrassero 2 brigate al 5º Corpo austriaco che si batteva fra Solferino e Madonna della Scoperta, e impedirono all'8º Corpo a San Martino di inviare 2 brigate al centro. Così 4 brigate mancarono agli austriaci nel momento cruciale della battaglia contro i francesi.
Quanto alla valutazione tattica, l'esito della battaglia di San Martino fu una vittoria piemontese dopo pericolose oscillazioni. Le truppe piemontesi pagarono con il loro sacrificio e compensarono con la loro tenacia le azioni slegate nell'iniziale mancanza di unità di comando, in quella che fu un'inaspettata "battaglia d'incontro" e parte di un più vasto combattimento. Anche per questo, secondo la relazione ufficiale, «la vittoria fu ottenuta solo a prezzo di molto sangue». Vittorio Emanuele II ebbe prima la sensazione che l'azione si decidesse sul lato di Solferino, poi fu distratto dalla situazione momentaneamente critica a San Martino, il tutto trovandosi, a causa del fronte amplissimo, lontano dalla linea del fuoco. La battaglia riuscì a definitiva conclusione quando Vittorio Emanuele II poté dare all'assalto decisivo sulla linea Corbù-San Martino-La Contracania un coordinamento dapprima mancato; importante fu il violento concentramento di fuoco delle artiglierie durante l'ultimo attacco.

## Conseguenze
Alla battaglia seguì l'Armistizio di Villafranca dell'8 luglio, deciso dall'imperatore francese Napoleone III in violazione del trattato dell'alleanza sardo-francese stipulato prima della guerra. I preliminari di pace furono stabiliti fra Napoleone III e Francesco Giuseppe l'11 luglio e, sulla base di questi, il Regno di Sardegna riceveva la Lombardia austriaca attraverso le mani francesi.

## Curiosità
La tradizione sabauda esaltò la battaglia di San Martino perché combattuta con grande animo, anche dopo la fine dei combattimenti a Solferino. Celebre la frase attribuita a Vittorio Emanuele: «Fioeui, ò i pioma San Martin ò i'aoti an fan fé San Martin a noi!» (Figlioli, o prendiamo San Martino, o i nostri avversari ci obbligheranno a "fare San Martino").
Dopo la battaglia di San Martino la filantropa e patriota Laura Solera Mantegazza lanciò il Proclama alle donne italiane:
“ Care amiche, gli uomini che abbiamo mandato a combattere contro gli austriaci (i nostri mariti, figli, fidanzati) hanno bisogno di armi. Se noi, perché siamo donne, non possiamo impugnarle e combattere al loro fianco, almeno compriamole per offrirle all’esercito. Facciamolo a costo di essere disapprovate dai familiari, di intaccare il patrimonio, di impoverire la nostra casa. Perché l’Italia è la casa di tutti e la sua unità è più importante dei nostri interessi... E facciamolo perché gli uomini la smettano di relegarci in cucina, casalinghe e modeste, e capiscano che possiamo essere loro compagne”.